# 善師野宿
善師野宿（ぜんじのじゅく）は、上街道の宿場。現在の愛知県犬山市にある。

## 概要
上街道の宿場の一つで、日比野家を中心に運営された。場所は、現在の愛知県犬山市の善師野（ぜんじの）にあたる。旅人の宿泊や人馬の中継が行われたが、規模は小さく本陣は一軒のみだった。現在は常夜燈などが残るのみである。近くには、禅徳寺など、禅寺が多く現存している。また、堀澤周安の生家跡や出生地碑がある。

## 最寄り駅
- 名鉄広見線の善師野駅下車、徒歩で約5分。

## 隣りの宿
「━」が上街道、「└」が稲置街道。
| 小牧宿 | ━ 楽田 | （追分） ━ 善師野宿 | ━ 土田宿 |
|        |        | └ 犬山宿            |          |